# Королевство (телесериал, 2014)
Королевство (ранее назывался Navy St.) — американский драматический телесериал, созданный Байроном Баласко. Премьера сериала состоялась 8 октября 2014 года на канале Audience Network и завершилась 2 августа 2017 года. В сериале снимались Фрэнк Грилло, Киле Санчес, Мэтт Лауриа, Джонатан Такер, Ник Джонас и Джоанна Гоинг.
Первый сезон состоял из десяти эпизодов. 17 октября 2014 года DirecTV объявил, что сериал продлен на дополнительные 20 эпизодов, 10 из которых вышли в эфир в 2014 и 10 в 2015 году. 7 июля 2016 года сериал был продлен на третий сезон, премьера которого состоялась 31 мая 2017 года. 1 апреля 2017 года было объявлено, что третий сезон станет финальным.

## Резюме
Альви Кулина вместе со своей девушкой Лизой владеет и управляет спортзалом под названием Navy St. Gym в Венисе, штат Калифорния. Он помогает людям заниматься спортом и тренирует бойцов смешанных единоборств вместе с сыновьями, Нейтом и Джеем. У Джея проблемы с наркотиками и алкоголем, но он борется с зависимостью, чтобы заниматься единоборствами. Нейт также проходит через ряд личных проблем.
Райан Уилер был отличным бойцом, но отказался от услуг Алви, добившись некоторого успеха. После жестокого нападения на отца Уилер попал в тюрьму. Когда Райан выходит на свободу, Алви хочет, чтобы тот снова вышел на ринг, при этом Кулина станет его тренером. Это должно стать хорошей рекламой для спортзала.
Лиза изначально настроена против, так как они с Райаном были помолвлены, но в итоге ради спортзала соглашается. Бывшая жена Алви, Кристина, наркоманка и работница секс-индустрии, поддерживает эпизодические контакты с Кулиной и сыновьями.

## В ролях
Основной состав
- Фрэнк Грилло в роли Альви Кулина, отца Джея и Нейта. Отставной боец ММА и и владелец спортзала Navy St., в котором теперь сам тренирует бойцов смешанных единоборств.
- Киле Санчес в роли Лизы Принс, бывшей невесты Райана и девушки Алви. Она занимается бизнесом в спортзале, а также тренирует Джея.
- Мэтт Лауриа в роли Райана Уилера, бывшего заключенного, который после освобождения из тюрьмы начинает тренироваться, чтобы снова стать бойцом. Раньше был помолвлен с Лизой и до сих пор влюблен в неё.
- Джонатан Такер в роли Джея Кулина, старшего сына Алви и Кристины и старшего брата Нейта. Алви считает его самым непутёвым в семье. Начинает ссориться, когда Лиза пытается управлять им. Джей — громкий, несносный, но всегда защищает брата.
- Ник Джонас в роли Натаниэля «Нейта» Кулина[7], младшего сына Алви и Кристины, перспективного бойца, которого задвигают на задний план после нападения. Нейт также является геем, скрывающим свою ориентацию[8].
- Джоанна Гоинг в роли Кристины Кулина, бывшей жены Алви и матери Джея и Нейта. Она бывшая наркоманка и работница секс-индустрии, что негативно сказывается на Джее.
- Натали Мартинес в роли Алисии Мендес, начинающего бойца и новой подопечной Лизы, с которой у Райана активные сексуальные отношения. (2 сезон).

Второстепенный состав
- Джульетт Джексон в роли Шелби, подруги Лизы, которая работает администратором в спортзале Navy St. Gym (сезоны 1-3)
- Пол Уолтер Хаузер в роли Кита, друга и соседа по комнате Райана[9] (сезоны 1-3)
- Мак Брандт в роли Мака Салливана, медбрата, личного друга и поставщика наркотиков Кулинов (сезоны 1-3)
- Джейми Харрис в роли Терри, сутенера Кристины, от которого она позже уходит[10] (сезоны 1-3)
- Брайан Каллен в роли Гаро Кассабиана, промоутера боёв[11] (сезоны 1-3)
- Джо Стивенсон в роли тренера по прозвищу «Папочка»[12] (сезоны 1-3)
- Фил Абрамс в роли доктора Крамера, терапевта Алви (сезоны 1-3)
- M. К. Гейни в роли Рика, отца Райана (сезоны 1-2)
- Брюс Дэвисон в роли Рона Принса, отца Лизы (сезоны 1-2)
- Зулейка Робинсон в роли Эллисон (сезон 1)
- Ронни Джин Блевинс в роли Майкла, хулигана, живущего в приюте вместе с Райаном и Китом (1 сезон)
- Марио Перес в роли Карлоса, члена банды, причастного к избиению Нейта (1 сезон)
- Миган Рат в роли Татьяны, физиотерапевта Нейта (1 сезон)
- Джай Родригес в роли Диего Диаса, физиотерапевта Нейта после увольнения Татьяны (1 сезон)
- Джейми Кеннеди в роли Баки ДеМарко, промоутера боёв[13] (1 сезон)
- Джессика Зор в роли Лауры Мелвин, профессионального фотографа и девушки Джея (2 сезон)
- Марк Консуэлос в роли Шона Чапаса, друга Алви и бывшего бойца, ставшего бизнесменом (2 сезон)
- Андре Ройо в роли владельца гавайского ресторана «Сансет» (2 сезон)
- Лина Эско в роли Эвы Флорес, младшей сестры Алисии, наркоманки и бывшей модели, с которой у Джея были отношения. (сезон 2)
- Венди Мониз в роли Роксаны (2 сезон)
- Джефф Росс в роли промоутера (сезон 2)
- Пол Бен-Виктор в роли Боба (сезон 2)
- Билли Лаш в роли Джейсона (сезон 2)
- Керк Асеведо в роли Доминика Рамоса (3 сезон)
- Талия Шир в роли Аннет Кулина, матери Алви[14] (3 сезон)
- Патрик Фишлер в роли Дэна (3 сезон)
- Зак Гилфорд в роли Тима (3 сезон)

Приглашенные звезды
- Каб Свонсон в роли противника Нейта (сезон 1)
- Алисия Уитт в роли Мелани[13] (сезон 1)
- Кенни Флориан в роли самого себя (сезоны 1-3)
- Джозеф Бенавидес в роли соперника Джея (2 сезон)
- Грег Джексон в роли самого себя (2 сезон)
- Диего Санчес в роли противника Нейта (3 сезон)
- Мэтт Хьюз в роли самого себя (3 сезон)

## Эпизоды
| Сезон | Эпизоды | Эпизоды | Оригинальное время выхода в эфир | Оригинальное время выхода в эфир |
| Сезон | Эпизоды | Эпизоды | Старт                            | Финал                            |
| 1     | 10      | 10      | 8 октября, 2014                  | 10 декабря, 2014                 |
| 2     | 20      | 10      | 14 октября, 2015                 | 16 декабря, 2015                 |
| 2     | 20      | 10      | 1 июня, 2016                     | 3 августа, 2016                  |
| 3     | 10      | 10      | 31 мая, 2017                     | 2 августа, 2017                  |

## Реакция
Сериал «Королевство» получал положительные отзывы всё время показа. На сайте Rotten Tomatoes рейтинг одобрения первого сезона составляет 81 % при среднем балле 6,88/10 на основе 16 рецензий. Критики сошлись во мнении: «Возможно, он немного устарел в своем изображении женщин, но „Королевство“ предлагает новый, хорошо поставленный взгляд на боевые искусства».
Первый сезон получил на Metacritic 72 балла из 100 на основе 12 рецензий, что означает «в целом благоприятные отзывы».
На сайте Rotten Tomatoes второй сезон получил рейтинг одобрения 83 % при среднем балле 6,75/10 на основе 6 рецензий, а третий сезон — рейтинг одобрения 100 % при среднем балле 7,88/10 на основе 5 рецензий.

## Трансляция
Премьера сериала в Австралии состоялась 7 апреля 2015 года на канале FX, его посмотрели 16 000 зрителей. В Канаде премьера состоялась 13 октября 2014 года на канале Bravo. В Швеции сериал транслировался на канале TV12, в Южной Америке на OnDirecTV, канале компании DirecTV, а в Новой Зеландии на Sky Movies Action.
В Великобритании сериал транслировался исключительно для клиентов Virgin Media через услугу видео по запросу (VoD) в пакете Virgin TV XL. Первые шесть эпизодов стали доступны для потокового вещания 1 апреля 2016 года, а последующие — еженедельно.
Сериал был доступен на Netflix с июля 2020 года по апрель 2021 года.
С мая 2023 года сериал доступен для просмотра на канале Peacock.